# Heresiarches secundus
Heresiarches secundus là một loài tò vò trong họ Ichneumonidae.